# NGC 6959
NGC 6959 is een lensvormig sterrenstelsel in het sterrenbeeld Waterman. Het hemelobject werd op 22 september 1884 ontdekt door de Franse astronoom Guillaume Bigourdan.

## Synoniemen
- ZWG 374.13
- PGC 65369